# Max von Laue
Max Theodor Felix von Laue (9 tháng 10 năm 1879 - 24 tháng 4 năm 1960) là một nhà vật lý người Đức, người đã giành giải thưởng Nobel vật lý năm 1914 nhờ công trình khám phá ra nhiễu xạ tia X gây ra bởi tinh thể.
Max von Laue là người phản đối chủ nghĩa phát xít, ngoài những đóng góp quan trọng trong quang học, tinh thể học, cơ học lượng tử, siêu dẫn và thuyết tương đối, ông còn giữ một vài chức vụ hành chính trong việc phát triển và dẫn lối các nghiên cứu khoa học của Đức trong suốt bốn thập kỉ.
Ông cũng là nhân vật nền tảng trong việc tái thiết và tổ chức khoa học của Đức sau Chiến tranh thế giới thứ hai.